# Пойнт-Маккензи
Пойнт-Маккензи (англ. Point MacKenzie) — статистически обособленная местность, которая находится в боро Матануска-Суситна, Аляска, Соединённые Штаты Америки. По данным переписи 2010 года 529 человек.

## География
По данным Бюро переписи населения США, CDP имеет общую площадь 150,3 квадратных миль (389 км2), из которых 148,0 квадратных миль (383 км2) — это земля и 2,3 квадратных мили (6,0 км2) от неё (1,54% ) — представляет собой воду.

## Демография
По данным переписи 2000 года в CDP насчитывалось 111 человек, 39 домашних хозяйств и 26 семей. Плотность населения составляла 0,8 человека на квадратную милю (0,3 / км2). Было 98 единиц жилья при средней плотности 0,7 / кв. миль (0,3 / км2). Расовый состав CDP составлял 91,89% белых, 0,90% чернокожих или афроамериканцев, 3,60% коренных американцев, 1,80% азиатских и 1,80% от других рас.
Было 39 домашних хозяйств, из которых 25,6% имели детей в возрасте до 18 лет, проживающих с ними, 61,5% были женатыми парами, живущими вместе, а 30,8% не имели семьи. 17,9% всех домохозяйств состоят из отдельных лиц, и все они были моложе 65 лет. Средний размер домохозяйства составил 2,85, а средний размер семьи — 3,26.
В CDP население было поделено на следующие возрастные категории: с 28,8% в возрасте до 18 лет, 8,1% с 18 до 24, 29,7% с 25 до 44, 26,1% с 45 до 64 и 7,2% в возрасте 65 лет и старше. Медианный возраст составлял 38 лет. На каждые 100 женщин приходилось 126,5 мужчин. На каждые 100 женщин в возрасте 18 лет и старше приходилось 154,8 мужчин.
Средний доход для домашнего хозяйства в CDP составлял 23 250 долларов США, а средний доход для семьи - 69 688 долларов. У мужчин средний доход составил 46 563 долларов США, в то время как у женщин он составлял 0 долларов США. Доход на душу населения для CDP составлял 23 228 долларов США. Было 17,4% семей и 22,7% населения, живущего за чертой бедности.